# Blattoidealestes
Blattoidealestes — вимерлий рід тероцефалових терапсид із середньої пермі ПАР. Типовий вид Blattoidealestes gracilis був названий південноафриканським палеонтологом Ліуе Дірк Бунстра із зони скупчення Tapinocephalus у 1954 році. Blattoidealestes, який сягає середньої пермі, є одним із найдавніших тероцефалів. Зовні він схожий на невеликого тероцефала Perplexisaurus з Росії і може бути близьким родичем.
Голотипний екземпляр Blattoidealestes був виявлений у 1918 році в Принс-Альберті, Західний Кейп, і занесений у каталог як SAM 4321. SAM 4321 складається з черепа та частково посткраніального скелета. Приблизно 55 міліметрів череп надзвичайно малий для тероцефала. Він був сильно спотворений під час скам’яніння та підготовки, при цьому права сторона була сильно роз'їдена, а більша частина черепа була відламана від основного блоку. Морда коротка, а очні ямки дуже великі. Нижня щелепа тонка, з дуже помітним виступом, який називається вінцевим відростком. Череп містить багато дрібних зубів, включаючи пару іклів у верхній і нижній щелепах. На поверхні кожного ікла є бічні борозенки, що утворюють кілька невеликих горбків. Отже, Blattoidealestes є найдавнішою згадкою багатокуспідальних зубів серед теріодонтів.
Хоча це один із найдавніших членів групи, Blattoidealestes займає похідне місце серед тероцефалів. Через свій невеликий розмір Blattoidealestes спочатку був класифікований разом з іншими крихітними тероцефалами в групі під назвою Scaloposauria. Scaloposauria вийшов з ужитку в останні роки, і тепер вважається, що він представляє поліфілетичну сукупність молодих тероцефалів. Разом з багатьма іншими дрібними «скалопозаврами», Blattoidealestes тепер класифікується як член розвиненої тероцефальної клади Baurioidea.